# غليفيتسه
غليفيتسه هي مدينة في جنوب بولندا, في سيليزيا بجانب نهر كلودنيكا. بالرجوع إلى إحصائية 2004م فإن عدد سكانها 200361 نسمة.

## تاريخ غليفيتسه
في أواخر العصور الوسطى, في حوالي 1276م، كان أول رجوع لغليفيتسه في التاريخ. في البداية، كان يحكمها نبلاء بولنديين، في 1335م صارت جزءا من بوهيميا, وبعد ذك بفترة، في 1526م احتلتها النمسا.
في منتصف القرن الثامن عشر, أخذت غليفيتسه من العائلة المالكة النمساوية وأصبحت جزءا من بروسيا. على أي حال، بتوحيد ألمانيا في 1871م غليفيتسه صارت جزءا من الإمبراطورية الألمانية.
في القرن التاسع عشر غليفيتسه صارت متطورة أكثر وكانت موطن بعض الأعمال، وفيها أحد المسارح الألمانية المشهورة جدا في وقتها.
في 1945م غليفيتسه مرت بحكم بولندي.

## توأمة
لغليفيتسه اتفاقيات توأمة مع كل من:
- دساو روسلاو (1992 - )
- بوتروب (2004 - )
- دونكاستر
- كيجماروك
- سالجوتارجان
- فالنسيان

## أعلام
- أنتوني فرانز
- فرانشيشك مورر
- لوكاس بودولسكي
- فريتس فان هال